# Héctor Rivadavia Gómez
Héctor Rivadavia Guillermo Gómez Sanguinetti (Dolores, 17 de julio de 1880 - Montevideo, 25 de julio de 1931) fue un periodista, deportista y político uruguayo. Creó la Confederación Sudamericana de Fútbol. Logró la designación de su país como sede del primer campeonato Mundial de Fútbol en 1930.

## Periodista
Dentro del periodismo se destacó como jefe de sección del diario El Día desde 1897. Fue director de El Telégrafo y fundador y director de La Mañana y El Diario.

## Político
Trabajó para el Estado como director de las Usinas en 1905. Fue director de la Compañía de Correos y Telégrafos y representó al organismo en la Convención Postal Universal en Roma en 1906. En 1919 dirigió el Patronato de Menores.
Destacó como Diputado del Partido Colorado en representación del Departamento de Canelones desde 1908 hasta 1914, Diputado por Soriano desde 1920 a 1923 y representó a Montevideo desde 1923 a 1926. Fue reelegido Diputado por Soriano desde 1926 a 1929.

## Deportes
Fue presidente de la Asociación Uruguaya de Fútbol entre 1907 a 1912, y presidente del Montevideo Wanderers desde 1915 a 1919 y en 1923.
Fue el creador, primer presidente y presidente honorario de la Confederación Sudamericana de Fútbol entre 1916 y 1926. Creó y fomentó los campeonatos Sudamericanos de fútbol, primera competencia a nivel continental desarrollada en el mundo y que hoy se conoce como Copa América.
Fue un pilar como delegado de la Asociación Uruguaya de Fútbol para la designación de su país como sede del primer campeonato Mundial de Fútbol en el congreso de la FIFA en Barcelona en 1929. 